# باتريثيا ألمارثيجي
باتريثيا ألمارثيجي (مواليد عام 1969 بمدينة سرقسطة-اسبانيا)، هي كاتبة إسبانية وأستاذة الأدب المقارن، ولدت في مدينة سرقسطة عام 1969. نشرت العديد من المقالات في صحف شهيرة مثل "ABC" و"لا بانجورديا" وملحق "المسافر" الصادر عن صحيفة "إل باييس". نشرت كتابها الأول تحت عنوان "الرسام والمسافر" عام 2011، وفي 2016 صدر كتابها الثاني "مسافرة عبر آسيا الوسطى". بالإضافة لكتب الرحلات، للكاتبة العديد من الروايات أشهره "ذكريات الجسد" الصادرة عام 2017.

## من مؤلفاتها المترجمة الى اللغة العربية
- اكتشاف اليابان.
- اكتشاف إيران.
- حذاء راقصة الباليه.